# Abhishek Bachchan
Abhishek Bachchan é um ator e produtor de cinema indiano conhecido por seu trabalho em filmes hindi. Parte da família Bachchan, ele é filho dos atores Amitabh Bachchan e Jaya Bachchan. De 2012 a 2016, Bachchan apareceu na lista das 100 celebridades.

## Início da vida e família

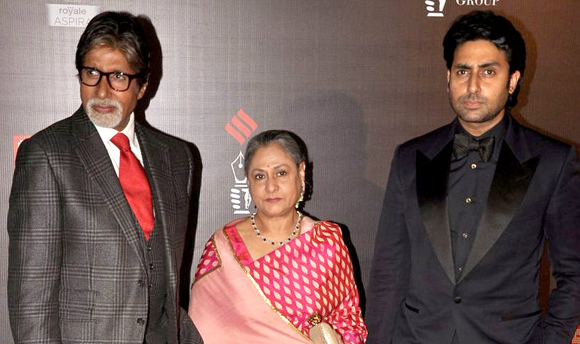
Bachchan com seus pais Amitabh e Jaya Bachchan em fevereiro de 2014

Abhishek Bachchan nasceu em 5 de fevereiro de 1976 em Bombaim (Mumbai), filho de atores veteranos do cinema hindi, Amitabh Bachchan e Jaya Bachchan. Ele tem uma irmã, Shweta Bachchan. Seu avô, Harivansh Rai Bachchan, foi um notável poeta do Movimento Literário Nayi Kavita da literatura hindi e professor na Universidade Allahabad em Uttar Pradesh, enquanto sua avó, Teji Bachchan, era uma ativista social. O sobrenome original de sua família é Srivastava, sendo Bachchan o pseudônimo usado por seu avô. No entanto, quando Amitabh entrou no cinema, ele o fez usando o pseudônimo de seu pai. Bachchan é de ascendência Awadhi e Punjabi por parte de pai, 